# Phép thuật (phim truyền hình)
Phép Thuật (Charmed) là một bộ phim truyền hình của Mỹ, được sản xuất bởi đạo diễn Aaron Spelling. Bộ phim kể về ba chị em phù thủy nhà Halliwell có phép thuật hùng mạnh. Mỗi người có một phép thuật khác nhau và các phép thuật đó ngày càng tăng lên. Khi họ hợp lực lại với nhau sẽ tạo ra Bộ ba phép thuật hùng mạnh và đầy quyền năng. Ba chị em sống trong một trang viên ở thành phố San Francisco, họ sử dụng phép thuật của mình trong cuộc chiến chống lại những pháp sư và những con quỷ, bảo vệ những người vô tội. Bộ phim không chỉ đơn thuần xoay quanh đề tài phép thuật, vốn được mặc định là dành cho trẻ em. Câu chuyện của chị em nhà Halliwell còn xoay quanh cả đề tài tình yêu, công việc… đã làm cho series phim trở nên ăn khách và gần gũi với khán giả. Sự quảng bá hoành tráng của đài WB liên tục trong 2 tháng và lễ ra mắt trước khi lên sóng tại quảng trường thời đại Time Square được quy tụ bởi dàn siêu sao thế giới như Britney Spears, M2M, Justin Timberlake... và dàn cast chính đã tạo nên hiệu ứng khổng lồ thu hút sự chú ý của truyền thông.Tập đầu tiên của bộ phim - Something wicca this way comes (Tạm dịch: Có điều gì đó rất phép thuật đang đến) ra mắt vào ngày 7/10/1998 và làm nên một cơn sốt hâm mộ cực kì to lớn tại Mỹ. Nó thu hút 104 triệu người dân xem phim trên kênh WB. Rating đạt 34% và cho đến nay chưa có bộ phim truyền hình nào vượt qua được kỉ lục đó. Tập cuối cùng Forever Charmed cũng đạt 65 triệu người xem trực tiếp.Serie phim trải qua 8 phần với 178 tập phim cho đến tận 21/5/2006 và trở thành serie phim truyền hình ăn khách thứ 2 trong lịch sử MỸ với tổng doanh thu trên toàn thế giới là 507 triệu USD, chỉ xếp sau Thị trấn Smallville (618 triệu USD với 10 phần và 215 tập). Đã có tổng cộng 112 quốc gia mua bản quyền Charmed về phát sóng trong đó có Việt Nam (2002). Tại lễ trao giải quả cầu vàng 2006, Charmed lập kỉ lục ở hạng mục dòng phim truyền hình khi nhận 5 giải thưởng trên 7 đề cử là Serie Movie popular most, Best serie worldwide và giải cá nhân hình tượng vàng dành cho Alyssa Milano, hình tượng bạc cho Holly Marie Combs và best music movie cho How Soon Is Now.

## Nội dung
Bộ phim Phép thuật bắt đầu với việc ba chị em nhà Halliwell gồm Prue, Piper và Phoebe trở lại trang viên của gia đình Halliwell tại thành phố San Francisco. Tại đây, họ đã khám phá ra quyển "Sách bóng đêm" (The Book of Shadows) và ba chị em họ là những phù thủy hùng mạnh có trong tay những phép thuật kỳ diệu. Chị cả Prue có khả năng di chuyển đồ vật bằng ý nghĩ (Telekinesis), sau đó Prue còn có thêm khả năng phân thân, xuất hiện linh hồn tại một nơi cô muốn đến trong một khoảng thời gian nhất định (Astral Projection). Chị hai Piper có thể làm ngưng sự chuyển động các phân tử của một vật và làm vật đó đứng yên (Molecular Immobilization), sau này Piper còn có thể làm tăng sự chuyển động các phân tử của một vật lên đến điểm mà vật đó nổ tung (Molecular Combustion). Trong Season 9 (truyện tranh) sức mạnh của Piper đã tăng tiến hơn rất nhiều, giờ đây cô có thêm sức mạnh Molecular Acceleration, có thể làm tăng sự chuyển động các phân tử của một vật lên đến điểm mà vật đó bốc cháy, hoặc chảy tan ra, đây là thời điểm mà Piper đã kiểm soát được hoàn toàn sức mạnh của mình. Cô em út Phoebe thì nhìn thấy những điềm báo về những sự việc xảy ra trong quá khứ cũng như tương lai (Premonition), sau này Phoebe có thêm hai sức mạnh mới nữa là khả năng bay (Levitation) và khả năng đọc và thấu hiểu những cảm xúc của người khác (Empathy). Sức mạnh kết hợp của cả ba chị em là phép thuật hùng mạnh nhất, cho nên cả ba chị em được gọi chung là "Bộ Ba Phép Thuật" (The Charmed Ones). Họ có nhiệm vụ sử dụng những phép thuật của mình để chiến đấu với những thế lực bóng tối và cứu sống những người vô tội.
Sau cái chết của chị cả Prue ở Season 3 của bộ phim. Piper và Phoebe khám phá ra rằng hai chị em còn có một người em gái cùng mẹ khác cha là Paige Matthews. Paige mang trong mình một nửa dòng máu của phù thủy (mẹ) và một nửa dòng máu của Thiên Thần Hộ Mệnh (cha). Giống như Prue, Paige sở hữu sức mạnh Telekinesis, có thể di chuyển đồ vật bằng ý nghĩ, nhưng do cô mang trong mình một nửa dòng máu của Thiên Thần nên sức mạnh này đã chuyển đổi thành một dạng mới: bằng cách gọi tên vật mà cô muốn di chuyển cô có thể biến vật đó thành một khối cầu sáng và xuất hiện trở lại nơi cô muốn (Telekinetic-Orbing). Paige cũng có khả năng dịch chuyển tức thời của Thiên Thần Hộ Mệnh (Orbing). Ngoài ra, Paige còn sở hữu khá nhiều những sức mạnh lặt vặt khác như: Healing (chữa trị vết thương), Hovering (tự nổi trên không, một phiên bản yếu hơn của sức mạnh Levitation giống Phoebe, Hovering không cho phép người sử dụng bay tùy ý, chỉ đứng được một chỗ), Glamouring (khả năng biến thành hình dạng của một người nào đó), Photokinesis (kiểm soát và điều khiển ánh sáng), Cloaking (che giấu không cho người khác có thể cảm nhận được mình có sức mạnh), Orb Shield (tạo lá chắn).

## Thành tích và kỉ lục của bộ phim trên Thế giới
1. 4 năm liên tiếp nắm giữ ngôi vị số 1 cho phim truyền hình nhiều người xem nhất tại Mỹ (1998,1999,2000,2001).
2. Là bộ phim truyền hình Mỹ được mua bản quyền nhiều nhất trên Thế giới (102 quốc gia).
3. Ca khúc chủ đề cho phim How Soon Is Now tiêu thụ được tổng cộng 9.147.000 bản, đạt vị trí cao nhất là #4 trên Billboard Hot 100 (xếp vị trí thứ 5 trong top 10 nhạc phim bán chạy nhất mọi thời đại).
4. Chi phí sản xuất 8 season là 357.560.000 USD và bộ phim thu hồi vốn tổng cộng 584.090.000 USD (trong đó 507 triệu USD từ thị trường quốc tế).
5. Trong cuộc bình chọn bộ phim gắn liền với ký ức thế hệ 8x, 9x do Media Trafic tổ chức năm 2007 quy mô toàn thế giới Charmed đứng đầu với 17,9 triệu lượt votes.
6. Có tổng cộng 120 fanpage về phim với 54 triệu lượt like trên Facebook.
7. Cuốn sách Bóng tối được sử dụng trong phim Book Of Shadows được lưu giữ tại trang viên quay phim Halliwell Manor với giá chuyển nhượng khoảng 1.400.000 USD cho Holly Marie Combs. Trở thành dụng cụ cho phim đắt giá nhất thế giới.

## Vai diễn

### Prudence "Prue" Halliwell– (Shannen Doherty) (Phần 1–3) 67 tập.
Sinh ngày 28 tháng 10 năm 1970, Prue là người chị cả. Với thuật di chuyển đồ vật (telekinesis), cô kiểm soát năng lực của mình tốt đến nỗi cô được mọi người xem là phù thủy giỏi nhất ("super-witch"). Là người cứng cỏi, can đảm và thông minh, Prue thường hay là người chịu trách nhiệm chính trong mọi trường hợp và bảo vệ 2 em gái của cô, Piper và Phoebe. Suốt quãng thời gian thơ ấu chăm sóc 2 em sau cái chết của mẹ, cô nghĩ mình phải có trách nhiệm với 2 em và thể hiện sự quyết đoán mạnh mẽ trong bất kể chuyện gì, kể cả chiến đấu với ác quỷ. Tinh thần trách nhiệm này đôi khi dẫn đến sự xung đột với cô gái phóng khoáng Phoebe, tuy nhiên 2 người ngày càng thân thiết hơn qua các tập phim. Vào ngày 17 tháng 5 năm 2001, cô bị giết bởi Shax, một tên sát thủ ác quỷ được phái đến bởi thế lực bóng tối.

#### Các sức mạnh sở hữu:
- - Telekinesis: dịch chuyển vật thể bằng suy nghĩ.
  - Advanced Telekinesis: dịch chuyển nhiều vật thể cùng một lúc bằng ý nghĩ, nếu đủ mạnh có thể làm những vật đó nổ tung, phát ra sóng năng lượng đẩy lùi một thứ.
  - Astral Projection: tách hồn mình ra khỏi xác, phân thân.
  - Reality Warping: sức mạnh cực kì nguy hiểm và ít người có được, có thể tùy ý sửa đổi hiện thực, thế giới theo cách mà mọi người muốn.
  - Flight: khả năng bay.
  - Hologram: khả năng tạo ra ảnh ảo của một ai đó.
  - Lightning Teleportation: khả năng dịch chuyển tức thời.

### Piper Halliwell– (Holly Marie Combs) (Phần 1–8) 179 tập.
Là người chị sở hữu 1 quán bar P3. Sau khi Prue chết, cô được cho là phù thủy giỏi nhất.

#### Các sức mạnh sở hữu:
- - Molecular Immobilization: giảm chuyển động của các phân tử của một vật đến điểm mà chúng dừng lại. Sức mạnh này còn được gọi là "Freeze".
  - Molecular Combustion: tăng chuyển động của các phân tử của một vật đến điểm mà chúng nổ tung. Sức mạnh này còn được gọi là "Blasting", "Blowing Up", "Explosion".
  - Molecular Acceleration: tăng chuyển động của các phân tử của một vật đến điểm mà chúng bốc cháy, tăng nhiệt cực cao, hoặc chảy tan ra.

### Phoebe Halliwell– (Alyssa Milano) (Phần 1–8) 178 tập.
Là một người ngoan ngoãn, quả cảm, có trái tim nhân hậu và có trách nhiệm, cô có sức mạnh dự đoán trước những điềm báo từ quá khứ cũng như tương lai (premonotion) và sau đó, cô còn có sức mạnh bay (levitation) và đọc được những gì người khác cảm thấy hoặc suy nghĩ (empathy). Cô đang làm chủ 1 chuyên mục lớn tên "Hãy hỏi Phoebe".

#### Các sức mạnh sở hữu:
- - Premonition: khả năng nhìn thấy được điềm báo ở quá khứ và cả tương lai.
  - Levitation: khả năng bay.
  - Empathy: khả năng đọc và thấu hiểu những cảm xúc của người khác.

### Paige Matthews– (Rose McGowan) (Phần 4–8) 112 tập.
Là người chị em cùng mẹ khác cha được ghép vào để thế chỗ của Prue trong bộ ba sau khi Prue bị giết bới Shax (Sứ giả của Giáo hội). Là một người có trái tim nhân hậu, thông minh, hoạt bát và một tính thần lạc quan, yêu đời và luôn cố gắng hoàn thành tốt mọi việc để chứng tỏ cho mọi người thấy rằng cô xứng đáng để thế chỗ Prue trở thành một phần của Bộ ba phép thuật - The Charmed Ones.

#### Các sức mạnh sở hữu:
- - Telekinetic-Orbing: khả năng dịch chuyển đồ vật bằng Orbing.
  - Orbing: di chuyển một vật đến một nơi khác bằng cách biến bản thân thành một quả cầu sáng.
  - Healing: trị thương.
  - Hovering (tự nổi trên không, một phiên bản yếu hơn của sức mạnh Levitation giống Phoebe, Hovering không cho phép người sử dụng bay tùy ý, chỉ đứng được một chỗ).
  - Glamouring: khả năng biến thành hình dạng của một người khác.
  - Photokinesis: kiểm soát và điều khiển ánh sáng.
  - Cloaking: che giấu không cho người khác có thể cảm nhận được mình có sức mạnh.
  - Orb Shield: tạo lá chắn.

### Vai Phụ
- Leo Wyatt – (Brian Krause) (Phần 1-8).
- Darryl Morris – (Dorian Gregory) (Phần 1-7).
- Cole Turner – (Julian McMahon) (Phần 3-5, phần 7).
- Christopher Perry "Chris" Halliwell – (Drew Fuller) (Phần 5-8).
- Billie Jenkins – (Kaley Cuoco) (Phần 8).
- Andy Trudeau – (Ted King) (Phần 1).
- Dan Gordon – (Greg Vaughan) (Phần 2).